# Grosshorn (Avers)
Das Grosshorn (ⓘ) ist ein Berg südwestlich von Cresta (Avers) im Kanton Graubünden in der Schweiz mit einer Höhe von 2780 m ü. M. Der Gipfel ist sowohl im Winter als auch im Sommer ein leicht erreichbares und beliebtes Ausflugsziel. Aufgrund seiner Lage am Ende der Tscheischhorn-Kette bietet sich vom Grosshorn eine hübsche Fernsicht. Das Grosshorn kann gut mit einer Begehung des Chlin Hüreli kombiniert werden.

## Lage und Umgebung
Das Grosshorn gehört zur Tscheischhorn-Kette, einer Untergruppe der Oberhalbsteiner Alpen. Der Gipfel befindet sich vollständig auf dem Gebiet der Gemeinde Avers. Das Grosshorn wird im Norden und Osten durch das Averstal und im Westen durch die Val Madris, einem Nebental des Averstals, eingefasst. Südöstlich liegt die Bergalga, ebenfalls ein Seitental des Averstals.
Zu den Nachbargipfeln gehören im Süden das Chlin Hüreli (2797 m), der Cima di Camutsch (2903 m) und das Tscheischhorn (3019 m) und im Westen das Schwarzseehorn (2862 m), die Russa (2726 m) und das Schiahorn (2637 m).
Der am weitesten entfernte sichtbare Punkt ist das Weisshorn (4505 m) im Kanton Wallis und ist 142 km entfernt.
Talorte und häufige Ausgangspunkte sind Cresta und Pürt.

## Routen zum Gipfel

### Sommerrouten

#### Über das Hougrätli
- Ausgangspunkt: Cresta (1959 m)
- Via: Kirche südöstlich von Cresta, Averser Rheinschlucht, Capettawold, von P. 2060 über die Capettaalpa Richtung Hougrätli (2485 m)
- Schwierigkeit: B, bis Capettawald als Wanderweg weiss-rot-weiss markiert
- Zeitaufwand: 2 ¾ Stunden

#### Über die Pürder Alpa
- Ausgangspunkt: Pürt (1921 m)
- Via: Pürder Alpa
- Schwierigkeit: B
- Zeitaufwand: 2 ½ Stunden

#### Durch die Südwestflanke
Diese Route wird als ungebräuchlich beschrieben.
- Ausgangspunkt: Stettli (Cröt, 1800 m)
- Schwierigkeit: BG
- Zeitaufwand: 2 ¾ Stunden

### Winterrouten

#### Von Pürt
- Ausgangspunkt: Pürt (1921 m)
- Via: Pürder Alpa zu P. 2341, Ost-Hang
- Expositionen: NE
- Schwierigkeit: L
- Zeitaufwand: 3 Stunden

## Galerie

Von Cresta aus fotografiert: Rechts von der Kirchturmspitze liegt das Grosshorn, links Chlin Hüreli, Cima di Camutsch und Tscheischhorn (für Annotationen der einzelnen Berge aufs Bild klicken).
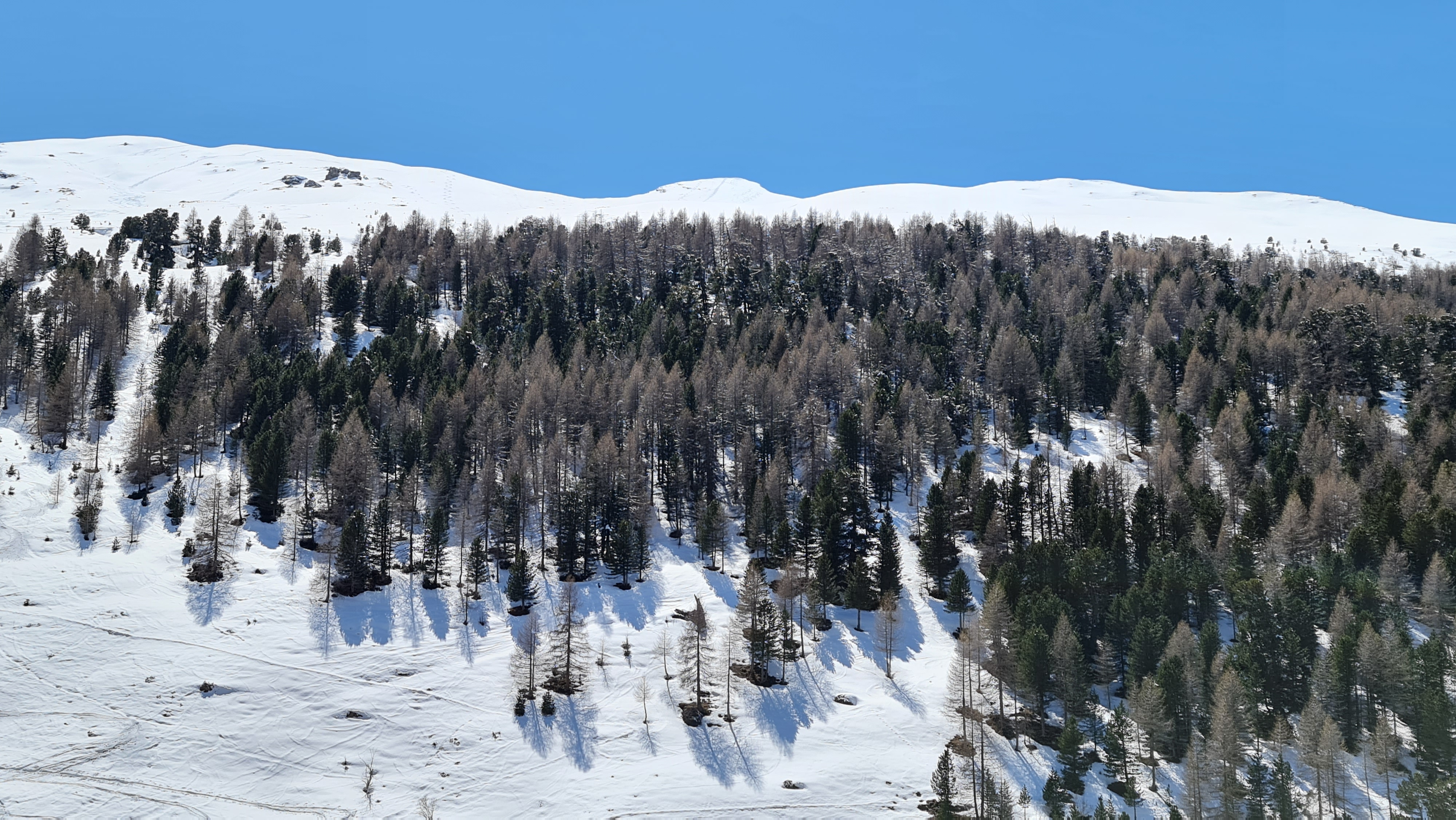
Grosshorn, von Pürt aus aufgenommen.
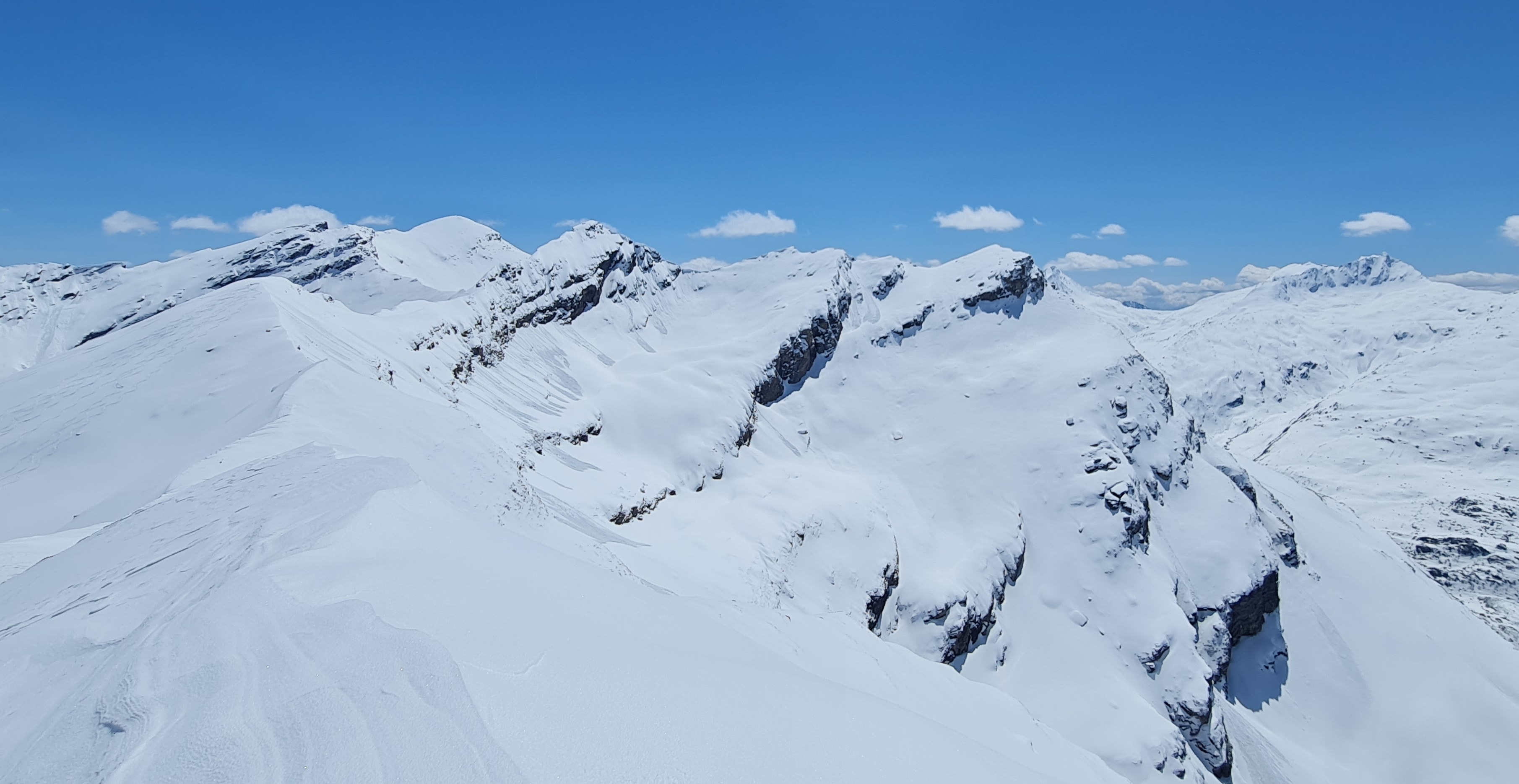
Blick Richtung Süden zu Chlin Hüreli, Tscheischhorn, Cima di Camutsch, Chlin Horn und Piz Bles (für Annotationen der einzelnen Berge aufs Bild klicken).
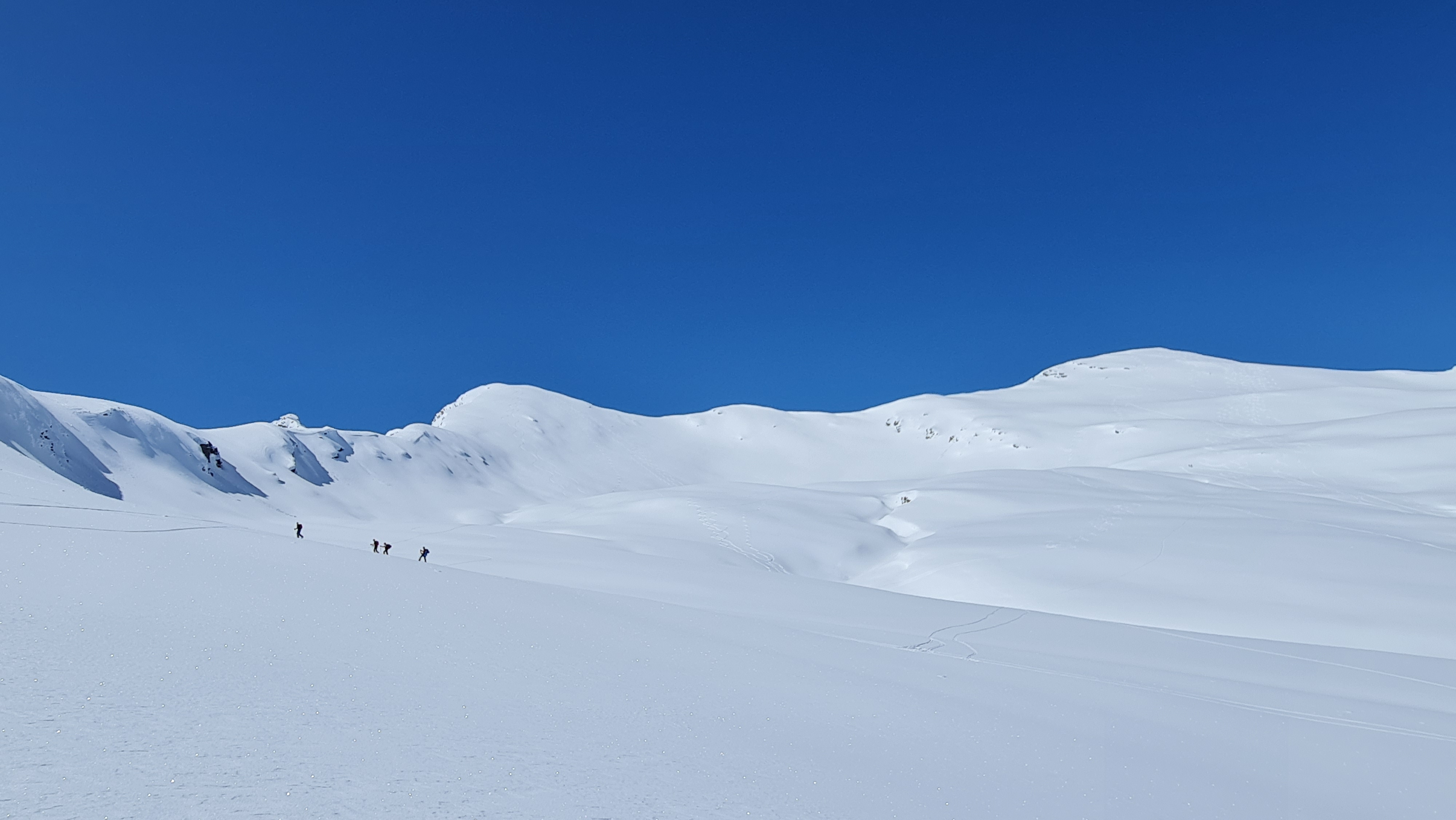
Grosshorn (r.) und Chlin Hüreli, von Pürder Alpa aus betrachtet.
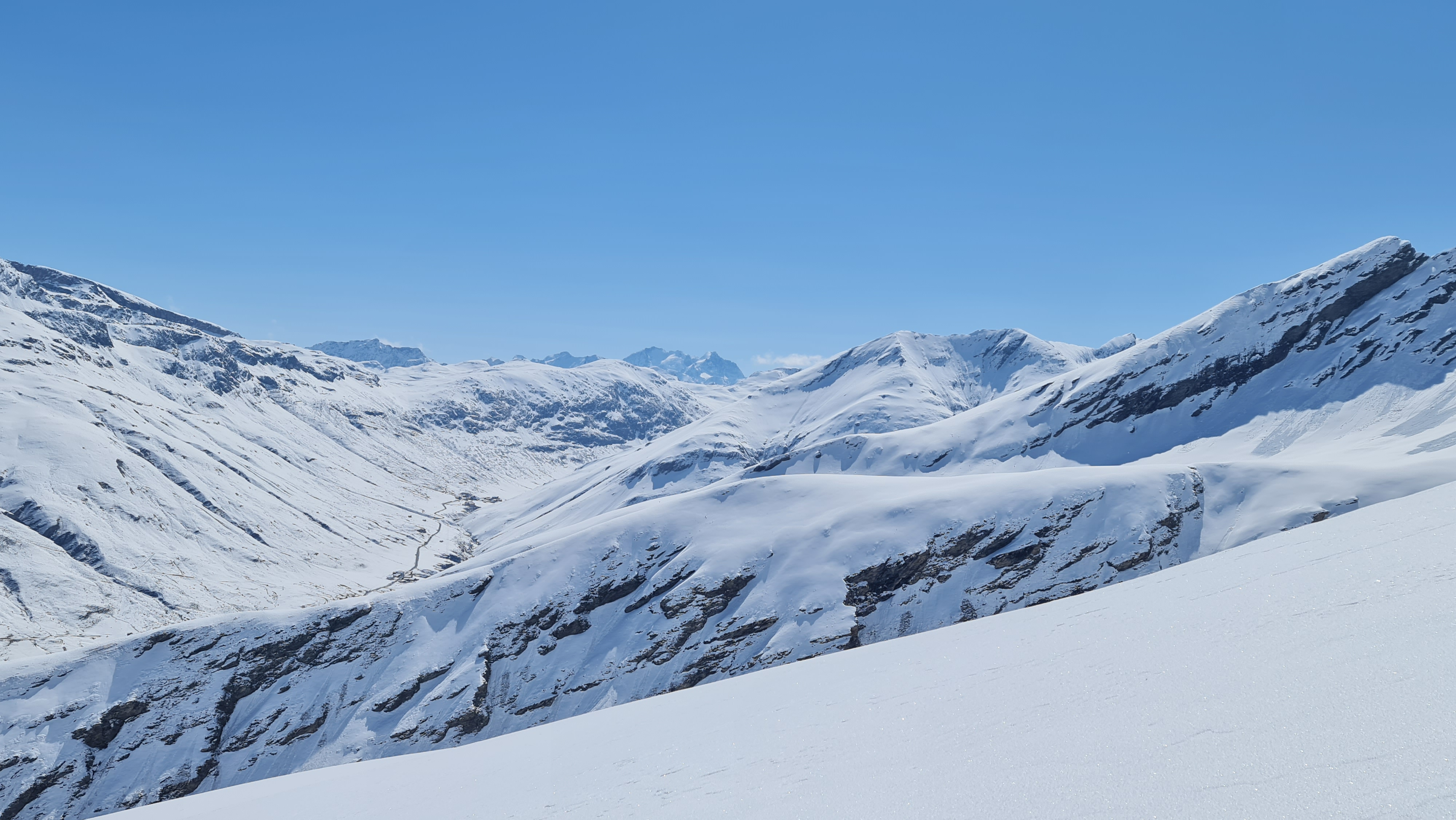
Blick von der Pürder Alpa Richtung Juf, im Hintergrund das Bernina-Massiv (für Annotationen der einzelnen Berge aufs Bild klicken).